# Kaotik
Kaotik ist eine kanadische Death-Metal-Band aus Québec, die im Jahr 2007 gegründet wurde.

## Geschichte
Die Band wurde gegen Ende 2007 von den Freunden und Gitarristen Frédéric Tremblay und Samuel Paré gegründet. Kurze Zeit später kam Schlagzeuger Jeffrey Tremblay zur Besetzung. Etwas später kamen Bassist Alexis Goulet-Bouchard und Sänger Pierre-Luc Simard zur Band und komplettierten die Besetzung. Zusammen entwickelten sie die ersten Lieder und veröffentlichten im Mai 2009 die erste EP New Born Khaos, wobei die Auflage hiervon auf 100 Stück begrenzt war. Im Mai 2011 begannen die Aufnahmen zum Debütalbum Starving Death, bei dem Dan Swanö als Produzent tätig war. Als Gastmusiker war zudem Gorguts-Sänger Luc Lemay  auf dem Album zu hören. Das Album erschien im Jahr 2012 über Massacre Records.

## Stil
Die Gruppe spielt klassischen Death Metal, wobei Bands wie Pestilence, Asphyx, Entombed und Morgoth zu ihren Haupteinflüssen zählen.

## Diskografie
- New Born Khaos (EP, 2009, Eigenveröffentlichung)
- Starving Death (Album, 2012, Massacre Records)